# Xenofrea camixaima
Xenofrea camixaima là một loài bọ cánh cứng trong họ Cerambycidae.